# Shark Island (Namibia)
Shark Island (ang. Haifischinsel) – dawna wyspa, obecnie niewielki, o powierzchni około 40 hektarów, półwysep przylegający do Lüderitz w Namibii. Jest półwyspem od 1906 roku, kiedy to połączono wyspę ze stałym lądem.
W latach 1904–1908 istniał tam niemiecki obóz koncentracyjny dla członków plemion Herero i Nama. Przez trzy lata istnienia obozu zmarło tam 3500 więźniów, a mieszkańcy obozu przymusowo pracowali przy budowie Lüderitz i lokalnych linii kolejowych.
Obóz na Shark Island cechował się szczególnym okrucieństwem. Średnia życia w obozie nie przekraczała kilku miesięcy. Niemal wszyscy więźniowie zginęli. Wyjątkowo drastyczny jest fakt, że ciała zamordowanych wrzucano prosto do morza. Często dryfowały one wzdłuż rozświetlonego nadbrzeża Lüderitz, na którym w piwiarniach i restauracjach bawili się Niemcy.
Obecnie na półwyspie znajduje się pole namiotowe.